# Атентат в църквата „Света Неделя“
Атентатът в църквата „Света Неделя“ е най-големият терористичен акт в историята на България. Извършен е на 16 април 1925 година, Велики четвъртък, от група крайнолеви дейци на Военната организация (ВО) на Българската комунистическа партия (БКП), които взривяват покрива на църквата „Света Неделя“ в София. По това време в нея се провежда церемонията по погребението на генерал Константин Георгиев, убит на 14 април същата година пред църквата „Свети Седмочисленици“ от друг комунистически деец. Цел на атентата е да бъде ликвидиран военният и политическият елит на страната. При атентата загиват 134 души, а ранените са около 500, като част от тях умират по-късно от раните си. След атентата правителството в България предприема репресивни действия срещу крайната левица, известни като Априлски събития.

## Обстановка в страната
След провала на Септемврийското въстание през 1923 година БКП е забранена от Върховния касационен съд на 2 април 1924 година. Партията продължава дейността си в нелегалност. Правителството арестува и убива без съд много нейни активисти, което нанася тежък удар по структурите ѝ. Увеличаващите се ултралеви дейци в комунистическата партия решават да отвърнат на удара с ново насилие. Към Централния комитет (ЦК) на БКП е създадена Специална наказателна група, включваща Яко Доросиев, о.з. капитан Иван Минков и Вълко Червенков, със задача извършване на убийства на хора на възлови длъжности в армията, полицията и висши държавни служители. Военната организация на БКП, ръководена от о.з. майор Коста Янков и Иван Минков, организира малки терористични групи – шесторки. Същевременно, полицията продължава относително успешно да унищожава нелегалната структура на БКП.
През декември 1924 година група дейци на Военната организация вербува Петър Задгорски, клисар на църквата „Света Неделя“. Димитър Хаджидимитров и Димитър Златарев, ръководител на секцията по въоръжението във ВО, предлагат да се убие директорът на полицията Владимир Начев и по време на опелото му да се извърши мащабен атентат. Те се надяват по този начин да ликвидират голям брой ключови фигури в полицейската и военната йерархия и да намалят натиска, оказван върху БКП от властите. Според историка Георги Марков, идеята е приета ентусиазирано от Станке Димитров, секретар на ЦК, който в началото на 1925 година я излага в срещи с Георги Димитров и Васил Коларов, по това време генерален секретар на Коминтерна. Те не одобряват предложението, тъй като смятат, че подобно действие трябва да бъде предшествано от подготовка за мащабно въстание.
Междувременно правителството засилва действията си срещу нелегалната БКП. На 11 февруари е арестуван, изтезаван и убит влиятелният функционер на софийската организация на БКП Вълчо Иванов, а малко след това на улицата са застреляни комунистическите депутати Тодор Страшимиров и Харалампи Стоянов. На 10 март е приета промяна в Закона за защита на държавата, която увеличава правомощията на властите – смъртна присъда се полага не само за дейците на нелегалната БКП, но и за тези, които им помагат и ги укриват. На 26 март е убит Яко Доросиев, ръководител на секцията по оперативната дейност към Военната организация на комунистическата партия.
Засиленият натиск на полицията заплашва физическото оцеляване на лидерите на организацията и допълнително изнервя ръководителите на Военната организация. Намиращият се в чужбина Васил Коларов отново призовава ръководството към умереност, но те заявяват, че са готови да осъществят плана си и без одобрението на Коминтерна, чиято секция е БКП, и на ръководството в емиграция.
Решимостта на военното ръководство вероятно е насърчена от преките му връзки със съветското Главно политическо управление, което ги снабдява с пари и въоръжение. Според историка Стойчо Грънчаров „големите средства за издръжка и въоръжаване на терористите, включително фаталния взрив, идват от Комунистическия Интернационал“. Военното разузнаване помага за организиране и провеждане на въоръжена борба като за това в България са изпратени Христофор Салнин и Иван Винаров. По непълни данни през Черно море от 1922 година до януари 1925 година за нелегалната военна организация на БКП, СССР прехвърля: 800 винтовки, 500 револвера, 500 ръчни гранати, 150 килограма взрив, а в тайни складове се намират още други 1600 винтовки, 200 револвера, 25 картечници, 2000 ръчни гранати и взрива. Нелегално изпратеният военен разузнавач Христофор Интович Салнин-Осип инспектира партизанските отряди на БКП. За ръководене на Военната организация на БКП организирала атентата в „Света Неделя“ през 1925 година от Съветския съюз в България е изпратен военният специалист, випускник на Военната академия на РККА и офицер от Главното разузнавателно управление на Червената армия, Михаил Малхазович Чхеидзе.

## Извършване
Ръководството на Военната организация на БКП възлага извършването на атентата на една от шесторките, ръководена от Петър Абаджиев, който през втората половина на януари 1925 година влиза в контакт с клисаря Петър Задгорски. С негова помощ в продължение на няколко седмици Петър Абаджиев и Асен Павлов внасят на тавана на църквата общо 25 kg експлозив. Той е монтиран в един пакет над една от колоните на основния купол, разположена при южния вход на сградата. Експлозивът трябва да бъде взривен с бикфордов шнур с дължина 15 m, с което да се даде на атентаторите възможност да избягат. Между взривното устройство и купола на храма е поставена бутилка със сярна киселина, която да усили поразяващия ефект от взрива чрез отделяне на отровни газове.
Планът за атентата предвижда първо да бъде убит достатъчно високопоставен човек, чието опело да събере политическия и военен елит в катедралната църква „Света Неделя“, за да може взривът да предизвика по-голям ефект. Сред разглежданите цели са директорът на полицията Владимир Начев и членът на ръководството на Военния съюз и на Демократическия сговор Кимон Георгиев. Поради засилената охрана на Начев, Военната организация решава да избере друга жертва, чието погребение да послужи като примамка за атентата. В 20 часа на 14 април о.з. генерал Константин Георгиев, депутат и председател на софийската организация на управляващия Демократически сговор и гарнизонен водач на Военния съюз, е убит от Атанас Тодовичин пред църквата „Свети Седмочисленици“, където отива за вечерната служба заедно с внучката си.
Опелото на генерал Георгиев е насрочено за 16 април, Велики четвъртък. В 7 часа сутринта Задгорски пуска на тавана на сградата Никола Петров, който трябва по негов знак да предизвика експлозията. Траурното шествие влиза в църквата в 15 часа. Службата се ръководи от митрополит Стефан Софийски. Първоначално ковчегът е поставен до колоната, която трябва да бъде взривена, но след това е преместен по-напред, поради големия брой хора, дошли на церемонията. Така по случайност най-видните присъстващи са отдалечени от мястото на взрива.
Съгласно плана на атентаторите, когато хората са събрани и службата започва, Петър Задгорски дава знак на Никола Петров да взриви експлозива, след което двамата напускат сградата. Това става около 15:20 часа. Експлозията събаря главния купол на църквата, затрупвайки вътре множество хора. Взривната вълна в затвореното помещение нанася допълнителни поражения.

## Жертви
При атентата в „Света Неделя“ загиват 134 души, други умират по-късно от раните си. Ранените са около 500.
Загиват 12 генерали, 15 полковници, 7 подполковници, 3-ма майори, 9 капитани, 3-ма депутати и множество граждани, включително жени и деца. Загиват и много общественици, сред които и столичният кмет Паскал Паскалев.
По случайност всички членове на правителството се отървават само с леки наранявания. Цар Борис III не е в църквата, тъй като присъства на погребенията на убитите в атентата срещу него в прохода Арабаконак два дни по-рано.
Сред жертвите са:
- генерал от пехотата Стефан Нерезов, командвал Първа българска армия при Дойран
- генерал-лейтенант Калин Найденов, военен министър по време на Първата световна война
- генерал-лейтенант Кръстю Златарев, командвал Единадесета пехотна македонска дивизия по време на Първата световна война
- генерал-майор Иван Попов, командвал Първа пехотна софийска дивизия по време на Междусъюзническата война
- генерал-майор Иван Стойков
- генерал-майор Павел Павлов
- генерал-майор Станчо Радойков
- генерал-майор Иван Табаков
- генерал-майор Стоян Пушкаров
- генерал-майор Григор Кюркчиев
- генерал-майор Александър Давидов, началник на щаба на армията в периода 9 юни 1923 – 3 юли 1923
- генерал-майор Петър Лолов
- полковник Стефан Нойков, началник на щаба на армията в периода 18 май 1923 – 9 юни 1923
- полковник Спас Жостов
- полковник Тодор Пантов
- полковник Ангел Сребров
- полковник Димитър Грънчаров
- полковник Иван Йонков
- полковник Спиридон Михайлов
- полковник Атанас Сарайдаров
- майор Никола Рачев, политически секретар на Военния съюз

## Преки и непреки извършители

### Военна организация (ВО) на БКП
- о.з. майор Коста Янков
- о.з. капитан Иван Минков
- Димитър Златарев, ръководител на секцията по въоръжението
- Марко Фридман, ръководител на секция към ВО

### Преки извършители
- Петър Задгорски, клисар на църквата „Света Неделя“;
- Петър Абаджиев пренася взрива;
- Асен Павлов пренася взрива;
- Асен Агов (авиатор) – доставя детонаторите;
- Атанас Тодовичин застрелва о.з. генерал Константин Георгиев;
- Никола Петров пали фитила на взрива;
- Димитър Златарев – участник.

## Преки последици
Част от организаторите на атентата – Димитър Златарев, Петър Абаджиев и Никола Петров – успяват да избягат през Кралството на сърби, хървати и словенци в Съветския съюз. Заговорниците се опитват да ликвидират своя съучастник Петър Задгорски, но той успява да се предаде на полицията и прави пълни самопризнания. Бързо е разкрито местоположението на ръководителите на Военната организация на БКП Коста Янков и Иван Минков, като Янков е убит, докато се отбранява в къщата на свой съучастник, а Минков се самоубива преди да бъде заловен. По време на разследването и обиските е  даже писмена заповед от Москва за привеждане на комунистическата партия в бойна готовност в нощта на 16 април.
Делото за атентата е гледано от военен съд от 1 май до 11 май в казармите на Четвърти артилерийски полк в София. Марко Фридман, най-високопоставеният от обвиняемите, признава, че организацията получава финанси през Виена от Съветския съюз, но прехвърля отговорността за атентата върху Коста Янков и Иван Минков, които според него са действали без съгласието на ръководството на БКП. Смъртни присъди получават Петър Задгорски, подполковник Георги Коев, в чиято къща се укрива Иван Минков, и Марко Фридман, ръководител на секция във Военната организация на БКП. Задочно на смърт са осъдени и Станке Димитров, Петър Абаджиев, Димитър Грънчаров, Николай Петрини и Христо Косовски, като последните трима вече са убити през предходните седмици. Смъртните присъди са изпълнени публично чрез обесване на 27 май.
Вечерта на 16 април в страната е обявено военно положение, което остава в сила до 24 октомври. По време на военното положение правителството предприема репресивни действия срещу левицата, известни като Априлски събития.
Малко след извършването на атентата ЦК на БКП официално го обявява за „необмислено действие, гибелно за антифашисткото движение“, като по-късно в комунистическата литература извършителите му са определяни като „леви сектанти“, действали срещу волята на партията. Атентатът първоначално предизвиква паника в ръководството на Коминтерна и става причина за дезертирането на участвалия в подготовката му представител на съветското военно разузнаване във Виена Владимир Нестерович (Ярославски). В автобиографичните си бележки Вълко Червенков пише: 
| „                                                  | Нашият ЦК по онова време не можа да се наложи над Военния отдел, който фактически изместваше партията, не можа да вземе здраво в свои ръце цялостното ръководство на партията. Това показваше още непреодоляната негова слабост, след поражението на Септемврийското въстание. Нямаше в България ни В. Коларов, ни Г. Димитров. ЦК трябваше да намери сили и възможности да обуздае ръководството на Военния отдел, да възприеме препоръките на В. Коларов и Г. Димитров за снемане на курса към въоръжено въстание, на подготовка на това ново въстание. Но той не стори това. И в тая обстановка избухна грандиозен атентат, който показа не силата на революционното движение, а неговата слабост. Грозните последици от този атентат са известни. | “ |
| Вълко Червенков за себе си и своето време, стр. 40 | |   |

В Москва на 16 май - точно месец след атентата, е организиран грандиозен митинг в памет на "жертвите на политическите репресии в България", а официозът на Болшевишката партия "Правда" публикува редакционна статия озаглавена "Софийските бесилки говорят", оплакваща терористите.

## В масовата култура
Атентатът е част от сюжета в българския исторически сериал „Дървото на живота“ и романа на Милен Русков „Чамкория“.